# Бернард Едуардс
Бернард Едуардс (31 октомври 1952 – 18 април 1996) е бас китарист и музикален продуцент, роден в Грийнвил, Северна Каролина. Умира от пневмония докато е на турне в Япония.

## Биография
Едуардс, който израства в Бруклин, Ню Йорк, среща Найл Роджърс в началото на седемдесетте. Заедно, те формират групата the Big Apple Band (активна в периода 1972 – 1976), като присъединяват по-късно Тони Томпсън на барабани и Норма Джийн Райт за вокалистка, след което групата Шик става факт.
С Шик (активна 1976 – 1983), Едуардс създава ера, описуема с хитове като „Dance, Dance, Dance“, „Everybody Dance“, „Le Freak“, „I Want Your Love“ и „Good Times“. Едуардс също така работи с Найл Роджърс върху продукцията на други артисти, използвайки включвайки Шик като допълнение към най-различни музикални проекти. Произведенията, създавани с артисти като Norma Jean Wright, Sister Sledge, Sheila and B. Devotion, Diana Ross, Johnny Mathis, Debbie Harry и Fonzi Thornton раждат още хитове като „Saturday“, „He's The Greatest Dancer“, „We Are Family“, „Spacer“, „Upside Down“, „I'm Coming Out“ и „Backfired“, например.
Шик преустановява съществуването си през 1983 година, след персонални и артистични различия, които разделят Едуардс и Роджърс.
Едуардс издава соло албум същата година, а през 1995 година той е инструментал във формацията на supergroup Power Station. Първия албум на бандата е продуциран от Едуардс и включва барабанистът на Шик Тони Томпсън, членовете на Duran Duran Джон и Анди Тейлър, тъй както и Робърт Палмър. Едуардс продължава, като издава хитовия албум на Робърт Палмър – Riptide. Той продължава с продуцентската си дейност през остатъка на осемдесетте и деветдесетте. Сред дузината имена с които работи в този период са Diana Ross, Rod Stewart, Air Supply, ABC и Duran Duran.
Едуардс е бащата на мулти платинения продуцент на звукозаписи Бернард „Focus“ Едуардс Джуниър, който продуцира песни за Beyoncé Knowles, Busta Rhymes, Bishop Lamont, Tony Yayo и други.
Едуард се събира с Найл Роджърс отново за завръщането на Шик в началото на 90-те и издават албума Chic-Ism през 1992.
През 1996 г. Найл Роджърс е кръстен „JT супер продуцент на годината в Япония“ и е поканен да свири там с „Шик“ Април, същата година. Точно преди концерта на Budokan Arena в Токио, Едуардс се разболява, но въпреки настояването на Роджърс, той отказва да се отмени концерта. Едуардс успява да свири, но има нужда от помощ на няколко пъти. След концерта, той се оттегля към хотелската си стая, където е открит мъртъв по-късно от Роджърс. Като причина за смъртта му е посочена пневмония.

## Басове
Едуардс свири на Music Man StingRay (завещава я на John Taylor от Duran Duran след смъртта си), на Fender Precision Bass, също така B.C. Rich „Eagle“ бас през първия етап на Шик. По-късно също така използва Spector NS. Знае се, че също така е свирил на G & L L-1000 и Sadowsky стандарт.

## Въздействие
Бернард Едуардс е смятан за един от най-значимите басисти на 20 век. Бас линията на хитовото парче на Шик „Good times“ е едно от най-копираните и семплирани в музикалната история, като има огромно влияние и въздействие на музиканти от различни жанрове когато бива издадено. Песента провокира и вдъхновява рок бандата Qeen при създаването на парчето „Another One Bites the Dust“.
Бас линията е използвана без позволение и зачитане на авторски права от Sugarhill Gang за тяхната „Rappers Delight“ през 1979 година – първата рап песен която се превръща в мейнстрийм хит. Песента продължава да бъде семплирана през следващите двадесет години от артисти, свързвани с различни стилове и течения в музиката – от рап до пънк и от техно до поп. Басистът на Duran Duran Джон Тейлър често свири въпросната песен по време на солови участия, посочвайки Едуардс за свое главно вдъхновение.
На 19 септември 2005 Едуардс е награден за огромния си принос като продуцент, като е добавен в Зала на славата на танцувалната музика на церемония, състояла се в Ню Йорк.

## Дискография

### Chic
- Chic (1977)
- C'est Chic (1978)
- Risqué (1979)
- Real People (1980)
- Take It Off (1981)
- Tongue in Chic (1982)
- Believer (1983)
- Dance, Dance, Dance: The Best of Chic (1991)
- Chic-Ism (1992)
- The Best of Chic, Volume 2 (1992)
- Live at the Budokan (1999)

### Соло
- Glad To Be Here (1983)

### Продукция
- Norma Jean, Norma Jean Wright (1978)
- We Are Family, Sister Sledge (1979)
- King of the World, Sheila and B. Devotion (1980)
- Love Somebody Today, Sister Sledge (1980)
- diana, Diana Ross (1980)
- I Love My Lady, Johnny Mathis (1981) (Unreleased)
- Koo Koo, Debbie Harry (1981)
- unknown title, Fonzi Thornton (1982) (Unreleased)
- Swept Away, Diana Ross (1984)
- Power Station, Power Station (1985)
- „A View To A Kill“ (single), Duran Duran (1985)
- Heat, Nona Hendryx (1985)
- Riptide, Robert Palmer (1985)
- Cocker, Joe Cocker (1986)
- Color In Your Life, Missing Persons (1986)
- Hearts In Motion, Air Supply (1986)
- Alphabet City, ABC (1987)
- If, Hollywood Beyond (1987)
- Contact, Platinum Blond (1987)
- Jody Watley, Jody Watley (1987)
- Out of Order, Rod Stewart (1988)
- Under The One Sky, Distance (1989)
- YUI Orta, Ian Hunter/The Hunter Ronson Band (1990)
- Break The Silence, The Triplets (1990)
- Vagabond Heart, Rod Stewart (1991)
- Living in Fear, Power Station (1996)